# Lanhélin
Lanhélin je francouzská obec v departementu Ille-et-Vilaine v regionu Bretaň. V roce 2011 zde žilo 967 obyvatel.

## Vývoj počtu obyvatel
Počet obyvatel 